# Obermichelbach
Obermichelbach är en kommun och ort i Landkreis Fürth i Regierungsbezirk Mittelfranken i förbundslandet Bayern i Tyskland.
Kommunen ingår i kommunalförbundet Obermichelbach-Tuchenbach tillsammans med kommunen Tuchenbach.